# Günter Siemund
Günter Siemund (* 11. November 1927) ist ein ehemaliger SED-Funktionär und Journalist. Er war stellvertretender Leiter der Abteilung Propaganda beim ZK der SED sowie stellvertretender Generaldirektor des Allgemeinen Deutschen Nachrichtendienstes (ADN).

## Leben
Siemund verbrachte die Zeit von 1933 bis 1945 in der englischen Emigration. Nach seiner Rückkehr war er bei der Nachrichtenagentur ADN beschäftigt. Bis 1951 war er Leiter der Westredaktion und stellvertretender Leiter des Deutschlanddienstes, zeitweise auch Sekretär der SED-Betriebsparteiorganisation. Von 1951 bis 1953 war er Leiter des Berliner Dienstes. Von 1953 bis 1955 wirkte er als Leiter der Hauptredaktion Gesamtdeutsche Fragen, anschließend war er Chefredakteur und Mitglied des ADN-Redaktionskollegiums. Von Januar 1957 bis Juni 1959 war er Mitglied des Redaktionsbeirates der Neuen Deutschen Presse, der Verbandszeitschrift des Verbandes der Deutschen Presse. 1959/60 wurde er in den Fakultätsrat des Leipziger Journalistik-Studienganges berufen. Von Ende 1959 bis 1962 war er leitender ADN-Korrespondent in Moskau. 1963 wurde er Mitglied der Agitationskommission beim Politbüro des ZK der SED. Von 1965 bis 1969 war er stellvertretender Leiter der Abteilung Propaganda beim ZK der SED. Zwischen 1970 und 1974 fungierte er als stellvertretender Generaldirektor des ADN und war dann ab 1975 stellvertretender Chefredakteur der außenpolitischen Wochenzeitschrift horizont sowie Kommentator beim Sender Stimme der DDR. 1987 schied er aus all seinen Funktionen aus.

## Schriften (Auswahl)

### Monographie
- Tempo, Träume, Taten. Reisenotizen aus der Sowjetunion. Dietz, Berlin 1965.

### Artikel
- Was die widerrechtliche Inhaftierung unserer Kollegen [Hans] Becker und Rasch lehrt. In: Neue Deutsche Presse, Nr. 5/6, Jg. 6. (1952), S. 10.
- Moderne Technik – schnelle Information. In: Neue Deutsche Presse, Nr. 7, 10. Jg. (1956), S. 27–31.
- Zehn Jahre Allgemeiner Deutscher Nachrichtendienst. In: Neue Deutsche Presse, Nr. 10, 10 Jg. (1956), S. l–3.
- Die Nachrichtenagenturen in der Welt. In: Neue Deutsche Presse, Nr. 10, 10 Jg. (1956), S. 3–11.
- Die Propagandisten des 3. Weltkrieges. Wer die „Deutsche Soldaten-Zeitung“ finanziert und redigiert. In: Neue Deutsche Presse, Nr. 9, Jg. 11. (1957), S. 3–11.
- Frankfurter Atom-Zeitung. Ein seriöses Blatt im Dienste Adenauers. In: Neue Deutsche Presse, Nr. 6, 11. Jg. (1957), S.
- Illusion – Exekution. In: Neue Deutsche Presse, Nr. 6, 13. Jg. (1959), S. 37–40.
- Richtige Schritte und gefährliche Illusionen. Zur Dialektik von Entspannungspolitik und Klassenkampf. In: Horizont, Nr. 7 (1976), S. 8–9.

## Auszeichnungen
- Vaterländischer Verdienstorden in Bronze (1964) und in Silber (1968)
- Banner der Arbeit (1981)